# 焼津市立港中学校
焼津市立港中学校（やいづしりつみなとちゅうがっこう）は静岡県焼津市にある公立中学校である。通称「港中」。

## 特色
1970年（昭和45年）、隣の学区である小川学区と和田学区の人口増加に伴い、両学区の一部を通学区域とした焼津市立港小学校が開校し、その3年後の1973年（昭和48年）5月に本校が開校した。2007年に体育館の耐震工事をし、美術室が校舎の3階から体育館の1階へ移った。なお、2022年現在、焼津市で一番新しい中学校である。
音楽活動が盛んで、掃除の後の10分に「港タイム」という音楽専門委員やパートリーダーといった生徒主体の合唱練習時間を設けている。合唱部はないが、部活動関係なしに選ばれた2・3年生が選抜合唱団はNHK全国学校音楽コンクール静岡県コンクールにおいて第73回（2006年度）・第74回（2007年度）・第76回（2009年度）・第77回(2010年度)・第78回(2011年度)に金賞を受賞して静岡県代表となっている 。全日本合唱コンクールでは2005年度から2012年度まで8年連続で静岡県代表となり、関東支部大会に出場している。さらに第62回(2009年)から第65回(2012年)の関東支部大会では金賞・そのうち第63回(2010年)・第64回(2011年)では金賞に加え初の全国大会出場を果たし、全国大会においても金賞・銀賞に輝いた。。ヴォーカルアンサンブルコンテストでは2009年度に初の金賞を皮切りに2010年度から3年連続で金賞及びグランプリ、2012年度には第1回関東アンサンブルコンテストで金賞にかがやいた。これらの功績により招待演奏を依頼されることもあった。

## 部活動
運動部はサッカー部・野球部・女子バレーボール部・男女バスケットボール部・男女卓球部・女子ソフトテニス部があり、文化部は吹奏楽部・美術部がある。
以前は柔道部・剣道部・相撲部があったが人数不足のため廃部となった。
相撲部は2018年山口県で開催された全国中学校相撲選手権大会で2冠を達成した。

## 行事
- 4月 入学式・1年生を迎える会（一迎会）・生徒大会
- 5月 修学旅行（3年生・京都・奈良・大阪）・職業体験（2年生）
- 6月 宿泊訓練（2年生）・期末テスト・部活動壮行会
- 7月 終業式
- 9月 始業式・県学力調査（3年生）・体育大会
- 10月 中間テスト・文化発表会・生徒会選挙
- 11月 期末テスト・生徒大会
- 12月 県学力調査（3年生）・終業式
- 1月 県学力調査（1・2年生）
- 2月 期末テスト・新1年生説明会
- 3月 3年生を送る会（三送会）・卒業式・終了式・離任式

## 校区
焼津市立港小学校の校区と同一である。

## 交通アクセス
JR焼津駅より静鉄バス一色和田浜線「和田橋」バス停下車

## 著名な出身者
- 遠藤彩萌（岡山シーガルズ）
- 吉井虹（現役大相撲力士）